# Драцек, Анника
Анника Драцек (нем. Annika Drazek; 11 апреля 1995) — немецкая бобслеистка-разгоняющая, выступающая за сборную Германии с 2014 года, чемпионка мира 2016 и 2019 года в двойках.

## Спортивная карьера
Спортивную карьеру начала в лёгкой атлетике как спринтер. Была одной из лучших в Германии среди юниоров. На молодежном чемпионате мира по легкой атлетике 2011 года и чемпионате Европы по легкой атлетике среди юниоров 2013 заняла седьмое место в беге на 100 метров.
После 11 лет в лёгкой атлетике перешла в бобслей. В качестве разгоняющей в паре с Ани Шнайдерхайнце стала вице-чемпионкой на чемпионате мира 2015 года. В 2016 году команда выиграла золото на чемпионате Европы и чемпионате мира.
После этого Аня Шнайдерхайнце завершила карьеру, а Драцек стала разгоняющей у Мариамы Яманки. На чемпионате Европы по бобслею 2017 года в Винтерберге они заняли первое место. На чемпионате Европы по бобслею 2018 года в Игльсе, который проходил в 2017 году в связи с Зимними Олимпийскими играми 2018 года, Драцек стартовала в качестве разгоняющей у Стефани Шнайдер и в третий раз подряд завоевала титул чемпионки Европы.

## Достижения
| Соревнование/Сезон | Дисциплина | 2014/15 | 2015/16 |
| ------------------ | ---------- | ------- | ------- |
| Чемпионат мира     | Двойки     | 2       | 1       |
| Чемпионат Европы   | Двойки     |         | 1       |

Неоднократная победительница и призёр этапов Кубка мира в экипажах-двойках с пилотом Аней Шнайдерхайнце.